# Reggenza di Ponorogo
La reggenza di Ponorogo (in indonesiano: Kabupaten Ponorogo) è una reggenza dell'Indonesia, situata nella provincia di Giava Orientale.